# Blepharis meyeri
Blepharis meyeri är en akantusväxtart som beskrevs av K. Vollesen. Blepharis meyeri ingår i släktet Blepharis och familjen akantusväxter. Inga underarter finns listade i Catalogue of Life.